# Snowboard Shaun White
Shaun White Snowboarding es un videojuego de snowboarding desarrollado por Ubisoft Montreal y publicado por Ubisoft para Nintendo DS, PlayStation Portable, Wii, PlayStation 3, Xbox 360, PlayStation 2, Microsoft Windows y Mac OS X.

## Jugabilidad
Hay seis montañas en Shaun White Snowboarding, incluyendo Alaska, Park City, Europa y Japón. Cada montaña presenta hasta tres secciones diferentes: cumbre, campo a través y parque (o centro turístico). También existe una "Edición Limitada de Target" del juego exclusiva de Target; esta versión le da al jugador acceso a Target Mountain, una montaña con branding de Target por todas partes. En el juego se ha descrito como extremadamente difícil de encontrar y contiene jibs adicionales, modelos de personajes y una versión patrocinada de la mejor tabla de snowboard del juego estándar, la cual se puede desbloquear antes del desafío final contra Shaun White. La última montaña, llamada B.C., solo está disponible en el contenido descargable de pago "Mile-High Pack". Está ambientada en la Columbia Británica.
A medida que los jugadores avanzan en el juego, ganarán habilidades que les ayudarán. Algunas de estas habilidades incluyen adquirir altas velocidades o la capacidad de romper obstáculos para avanzar más allá.

## Recepción
a versión para Wii del juego recibió una recepción más positiva que cualquiera de las otras versiones. Eurogamer le otorgó a la versión de Wii un 7/10, elogiándola como "la versión con mejor aspecto", destacando la presentación, la banda sonora, la implementación de los controles del Wii Balance Board y el multijugador, mientras que criticaba los controles del Wii Remote, las secciones de half-pipe, el nivel de dificultad y la corta duración del modo para un solo jugador.
Daemon Hatfield de IGN dijo que "Una versión para niños con controles de movimiento de Shaun White Snowboarding podría haber sido un desastre, pero resulta ser una edición realmente pulida de la franquicia".
La versión para Wii de Shaun White Snowboarding fue el vigésimo juego más vendido en diciembre de 2008 en Estados Unidos, y fue la versión más vendida. Hasta mayo de 2009, se habían vendido más de 3 millones de copias del juego.
La versión para Wii fue nominada en varias categorías específicas de la consola Wii en los premios de videojuegos de IGN en 2008, incluyendo Mejor Nueva IP, Mejor Juego Deportivo, Mejor Tecnología Gráfica, Mejor Uso del Balance Board y Juego del Año. La versión para Xbox 360 fue nominada como "Peor Juego que Todos Jugaron" por GameSpot en sus premios de videojuegos de 2008, y recibió el título de "Uso Más Dudoso de Publicidad en el Juego" por excluir el 20% de su contenido de las ediciones que no se vendieron en las tiendas Target.

## Secuela y spin-off
En los muchos meses que siguieron al lanzamiento de Snowboarding, Ubisoft Montreal desarrolló una secuela, Shaun White Snowboarding: World Stage, y un spin-off, Shaun White Skateboarding. El primero fue lanzado exclusivamente para la Wii y admitía el Wii Balance Board y el Wii Motion Plus.
Un juego para iOS titulado Shaun White Snowboarding: Origins fue lanzado en diciembre de 2009.